# Charles Valton
Charles Valton fue un escultor de animales francés, nacido el 26 de enero de 1851 en Pau y fallecido el año 1918 en Chinon.

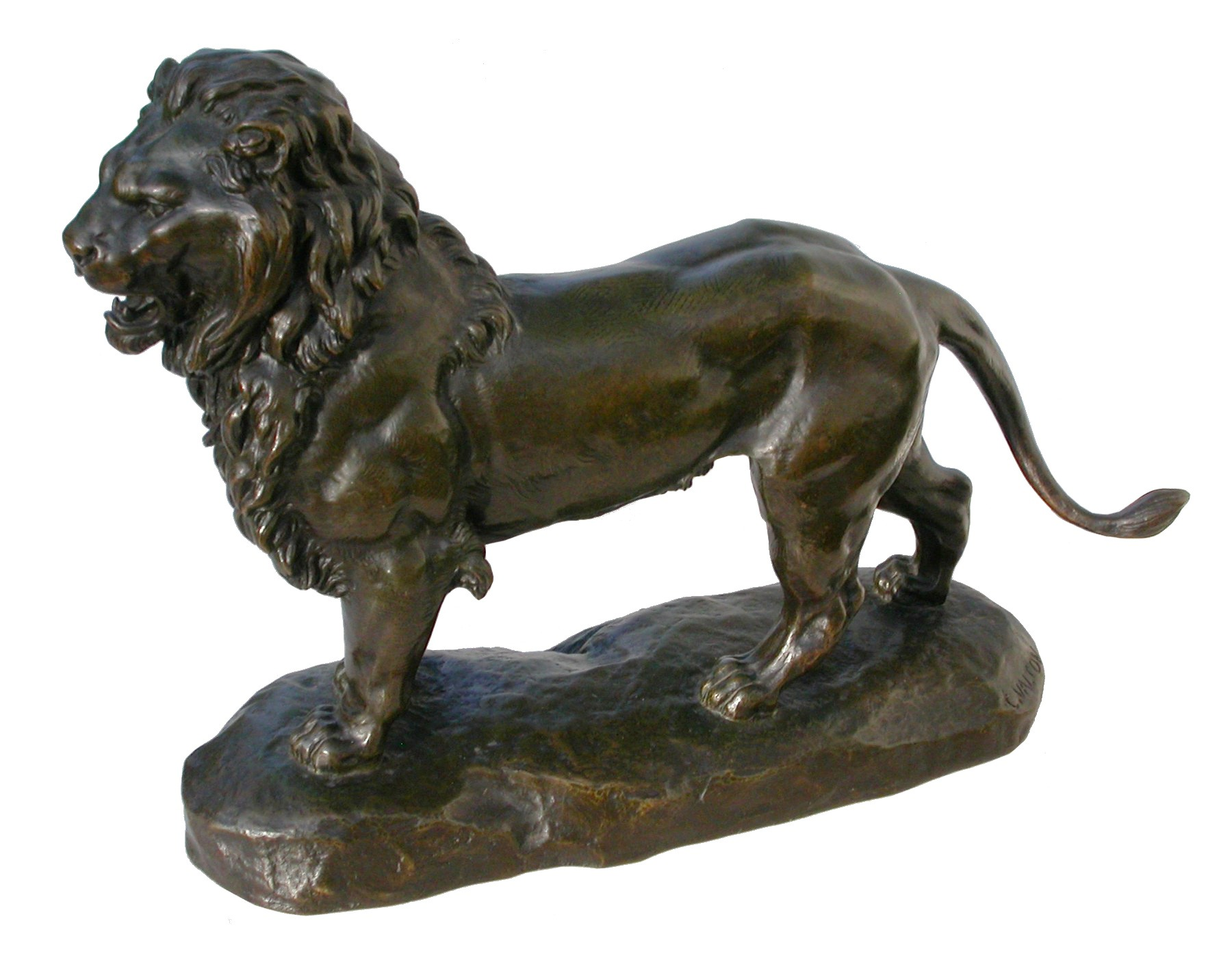
Lion marchant, bronce por Charles Valton.

## Datos biográficos
Charles Valton, nació en Pau el 26 de enero de 1851, se crio en París donde frecuentó asiduamente el Jardín de las Plantas. Fue alumno de Antoine-Louis Barye y de Emmanuel Fremiet, directores de ese establecimiento y así mismo escultores de animales.
De 1868 a 1914, Valton produjo más de 70 modelos de animales y fue nombrado profesor de escultura en la escuela Germain Pilon en 1883. Fue profesor del grabador de medallas Maurice Delannoy.

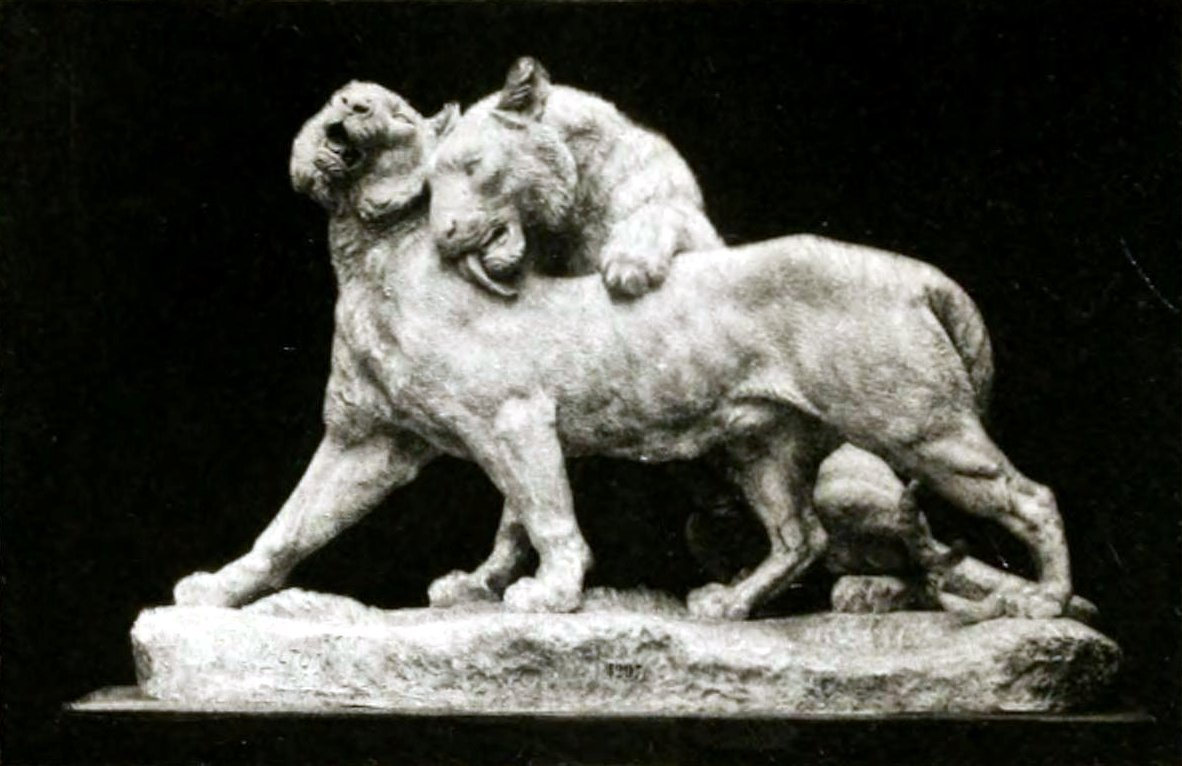
Préludes d'amour.

## Obras
Charles Valton estuvo particularmente interesado en los felinos . Los bronces titulados Lion rugissant, Lion marchant, Lionne blessée están entre sus obras más conocidas.
Algunos de sus bronces han sido reproducidos en escalas más reducidas. Preparó modelos para la Fábrica de Cerámica de Sevres.
Dos esculturas de Charles Valton se pueden ver en Francia : frente a la ménagerie del Jardín de las Plantas en París, la otra en el Jardín de las Plantas de Nantes.

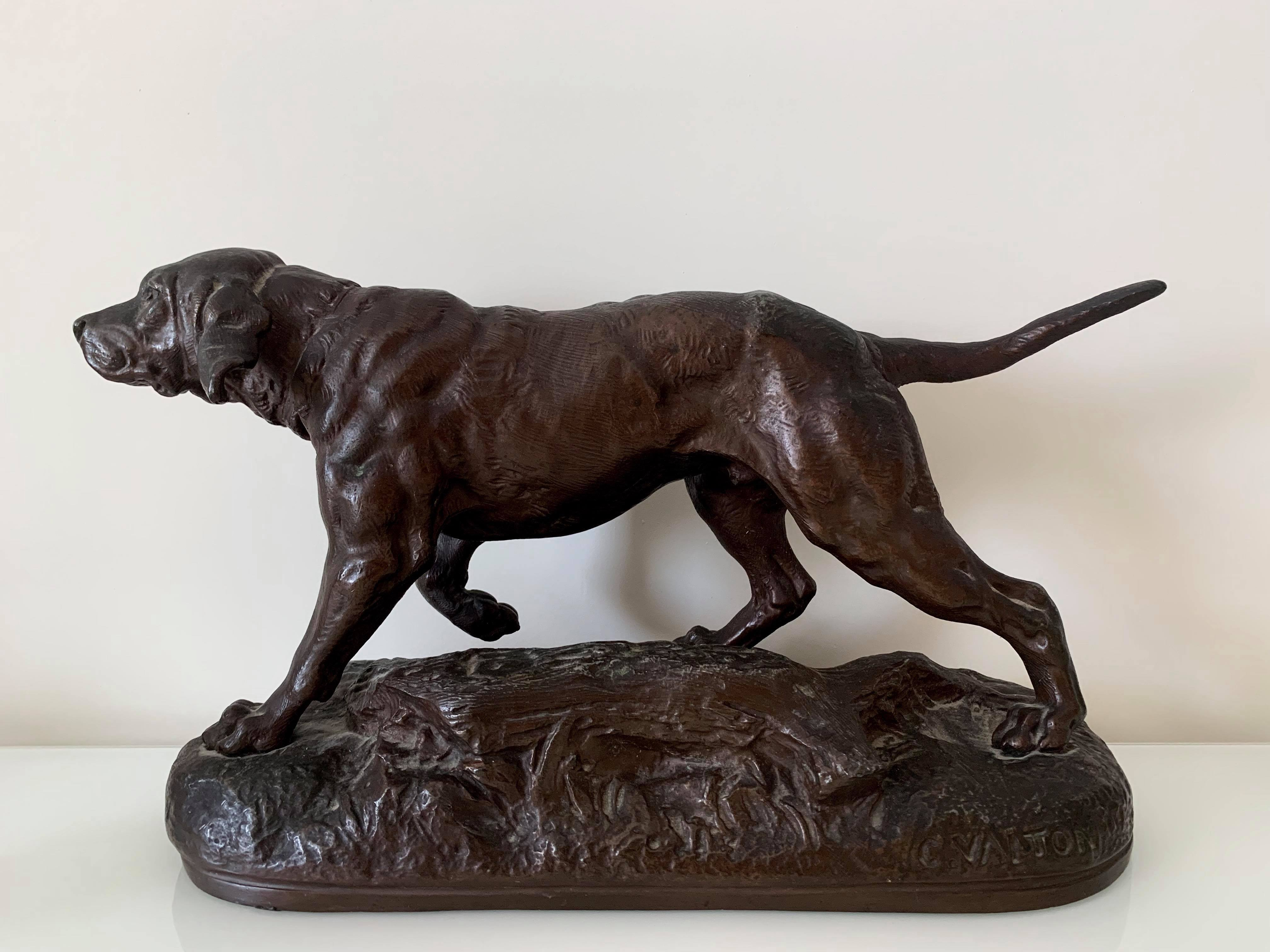
Chien de Chasse, bronce por Charles Valton